# Canomaculina erubescens
Canomaculina erubescens är en lavart som först beskrevs av Stirt., och fick sitt nu gällande namn av Elix. Canomaculina erubescens ingår i släktet Canomaculina och familjen Parmeliaceae.   Inga underarter finns listade i Catalogue of Life.